# Batalla de Chioggia

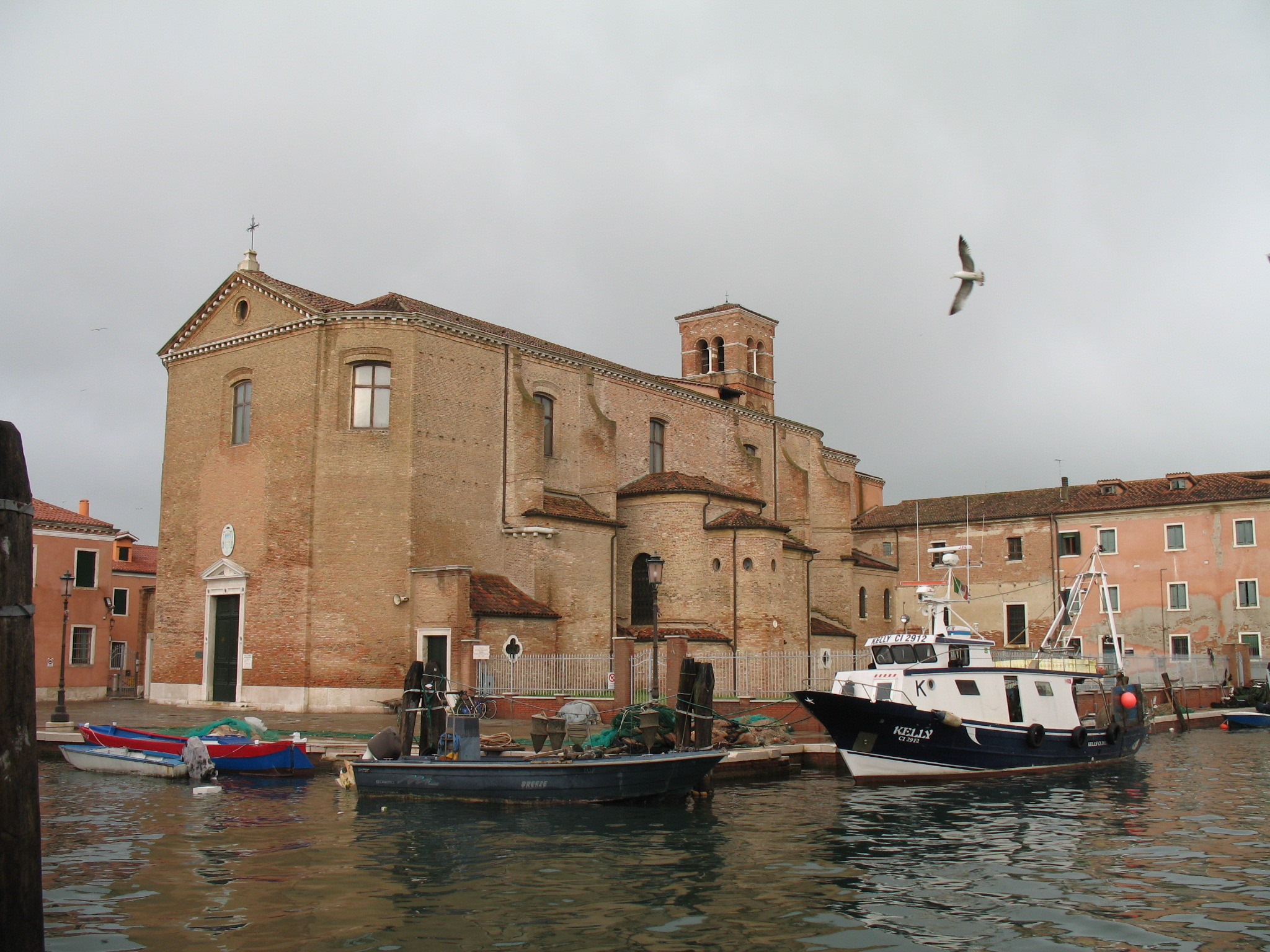
La ciudad de Chioggia

La Batalla naval de Chioggia fue una batalla acontecida en junio de 1380 en la laguna de Chioggia, Italia, entre las flotas de la República de Venecia y la República de Génova, que había capturado el pequeño puerto pesquero en agosto del año anterior. El puerto no era importante, pero su posición en la laguna de Venecia lo hacía una amenaza para Venecia. Los venecianos, bajo Vettor Pisani, salieron victoriosos y capturaron la ciudad en una victoria decisiva en su guerra con Génova. La paz se firmó en 1381 en Turín, sin dar la victoria a ningún bando, pero significó el fin de su larga competición: Génova abandonaba el Adriático tras Chioggia.

Para Fernand Braudel el final de estas guerras entre ambas ciudades mercantiles fue una consecuencia de la economía del siglo XIV: 

Quizás la respuesta es que solo una prosperidad prolongada y un creciente comercio hubieran hecho posible durante tanto tiempo batallas feroces. Las guerras, tanto mayores como menores se habían vuelto demasiado caras, un lujo. La coexistencia pacífica tendría que reinar.